# Saint-Michel (Charente)
Saint-Michel é uma comuna francesa na região administrativa da Nova Aquitânia, no departamento de Charente. Estende-se por uma área de 2,46 km². Em 2010 a comuna tinha 3 262 habitantes (densidade: 1 326 hab./km²).